# Alidada

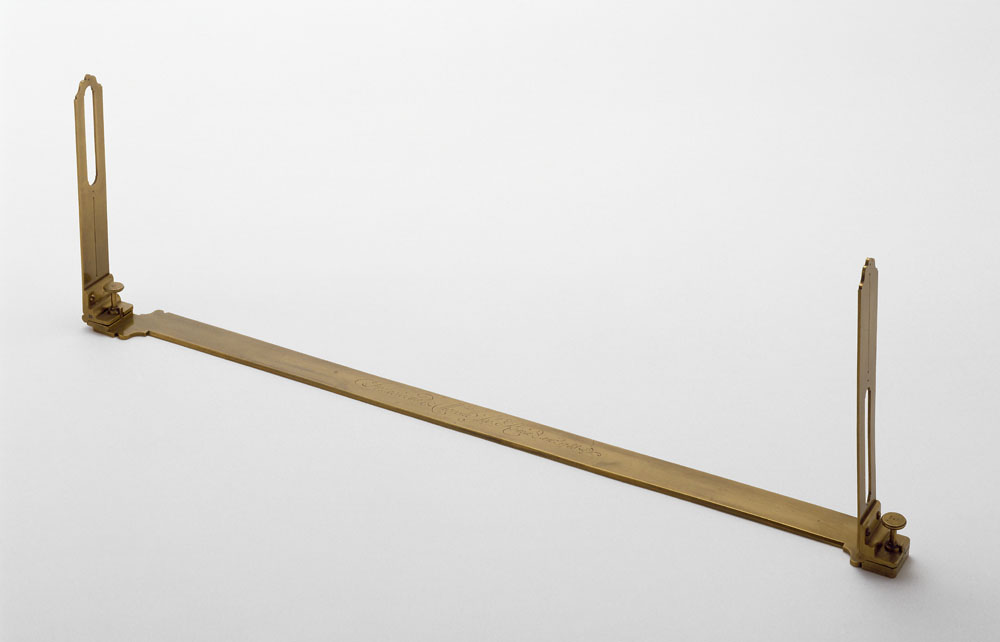
Alidada al Museo Galileo, Firenze.

L'alidada (dall'arabo al-idhâdah) è la parte superiore di strumenti, come il teodolite e il tacheometro, che consente di misurare gli angoli. Essa può ruotare rispetto al basamento intorno a un asse detto asse principale o asse primario.

## Funzionamento
L'alidada è l'asticciola girevole imperniata al centro della scala goniometrica tracciata sulla faccia piana anteriore o posteriore di molti strumenti astronomici e topografici antichi: quadranti, astrolabi piani, grafometri, ecc. Due pinnule, dette traguardi o mire, fissate perpendicolarmente sull'alidada, permettono di puntare l'oggetto desiderato attraverso i fori in esse praticati. Un indice, sovente costituito dal bordo stesso dell'alidada, mostra sulla scala goniometrica l'angolo fra la linea di vista dell'oggetto mirato e una direzione prefissata che, per esempio, negli astrolabi corrisponde alla verticale del luogo d'osservazione.
Prima che l'astronomia islamica si diffondesse nell'Europa tardo medievale, l'alidada era chiamata diottra (dal greco diá = attraverso e opteyo = osservo, da cui dióptra = strumento attraverso cui si osserva). Questo termine crea però confusione fra l'alidada vera e propria e alcuni strumenti antichi: la diottra di Ipparco (II secolo a.C.) o la diottra di Erone (I secolo d.C.).
L'alidada è costituita principalmente da un piatto, da due montanti che sostengono il cannocchiale e da un perno infilato in quello del cerchio graduato oppure direttamente nel mozzo del basamento, se il cerchio è indipendente. Le alidada collocate sul ponte di una imbarcazione permettono di misurare gli angoli di virata.

## Alidada per orologiai

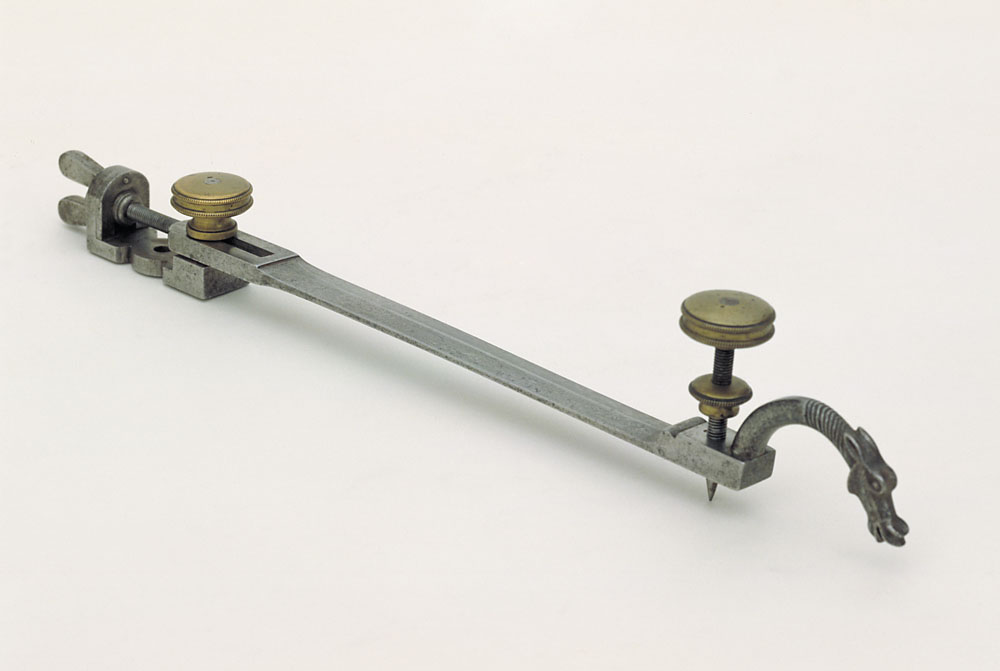
Alidada per orologiai, Museo Galileo, Firenze.

Oltre che elemento di quadranti e astrolabi, l'alidada denota il lungo indice, mobile manualmente, che integra la piattaforma per dividere delle fresatrici da orologiai.